# Lego Batman (zabawka)

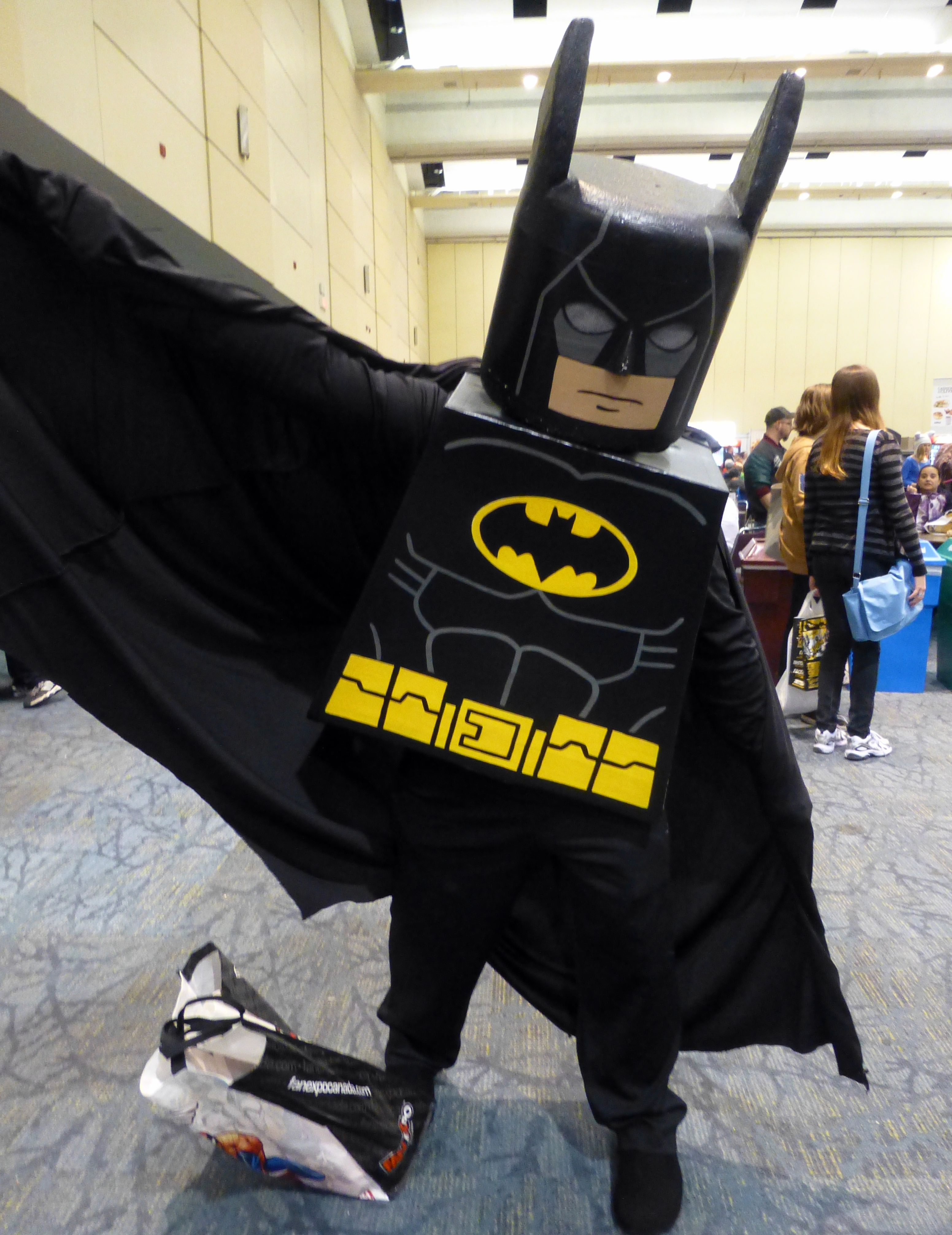
Lego Batman, cosplay

Lego Batman – seria klocków Lego oparta na przygodach komiksowego superbohatera Batmana. Niektóre pojazdy zostały wprowadzone przez twórców klocków, a niektóre są bazowane na pojazdach z filmów o człowieku-nietoperzu. Figurki przedstawiają Batmana, Robina oraz ich przeciwników, np. Jokera, Riddlera, Penguina, Mr. Freeze'a, Two-Face'a, Scarecrowa oraz Catwoman i Killer Croca. Z tyłu każdego opakowania jest narysowany komiks podsuwający użytkującemu pomysł na zabawę danym zestawem.
W grze Lego Batman: The Video Game występują postacie i pojazdy z serii klocków Lego Batman.

## Historia
Pierwsze Lego Batman pojawiły się w 2006 roku, gdzie Batman nosił oficjalny szary strój oraz filmowy czarny. W tych zestawach pojawili się bardziej znani przeciwnicy. Potem, gdy Batman zaczął się rozwijać Lego wypuściło na rynek dwa nowe zestawy w których Batman nosił niebieski kostium. Po premierze filmu Mroczny rycerz wykorzystano nową zbroję do produkcji nowych zestawów, gdzie zmieniona została fryzura Robina i wprowadzono nową minifigurkę – Harley Quinn.